# Arabesque (série télévisée)
Pour les articles homonymes, voir Arabesque et Murder.
Arabesque (Murder, She Wrote), ou Elle écrit au meurtre au Québec, est une série télévisée américaine en un pilote de 90 minutes, 263 épisodes de 45 minutes et quatre téléfilms de 90 minutes, créée par Peter S. Fischer, Richard Levinson et William Link et diffusée entre le 30 septembre 1984 et le 19 mai 1996 sur le réseau CBS.
En France, la série a été diffusée à partir du 28 février 1986 sur La Cinq. Diffusion des saisons 5 et 6 inédites à partir de 1993 sur TF1. Rediffusion intégrale à partir du 1er septembre 1997 suivie des saisons 7 à 12 restées inédites. Rediffusion sur TV Breizh et TMC. Au Québec, elle a été diffusée à partir du 5 mars 1987 à Télévision Quatre-Saisons et rediffusée en 2011 sur Prise 2 ; en Belgique sur La Une et en Suisse sur TSR1.

## Synopsis
Veuve de Franck Fletcher, Jessica Beatrice Fletcher, née McGill, ancienne professeur d'anglais devenue auteure de romans policiers, utilise ses dons d'observation et son sens de la logique pour jouer les détectives amateurs et résoudre des affaires criminelles. Elle officie dans la petite ville de Cabot Cove dans le Maine où elle réside, ainsi qu'à travers les États-Unis et le monde qu'elle parcourt pour assurer la promotion de ses livres, ou rencontrer sa famille et ses proches (Jessica Fletcher n'a pas d'enfants, mais elle déambule au sein d'une famille immense que l'on découvre au cours des épisodes, neveux et nièces en particulier.)
On apprend au fil des épisodes que depuis qu'elle mène ses enquêtes, elle est fichée au FBI, à la CIA et au KGB pour s'être mêlée à plusieurs reprises de certaines de leurs affaires, qu'elle a pourtant aidé à résoudre.

## Distribution
- Angela Lansbury (VF : Paula Dehelly) : Jessica B. Fletcher
- Tom Bosley (VF : Jean Violette) : le shérif Amos Tupper (1984-1988)
- Michael Horton : Grady Fletcher (1984-1995)
- William Windom (VF : Albert Augier) : Dr Seth Hazlitt (1985-1996)
- Len Cariou (VF : Jean-Claude Michel) : Michael Hagerty, ami de Jessica, agent secret du Mi6. (1985-1992)
- Richard Paul : Sam Booth (1986-1991)
- Ron Masak (VF : Roger Lumont) : le shérif Mortimer Metzger (1988-1996)
- James Sloyan : Robert Butler (1990-1991)
- Ken Swofford : le lieutenant Perry Catalano (1990-1991)
- Keith Michell : Dennis Stanton - un ami de Jessica, voleur repenti, résolvant des affaires de vol ou de meurtre pour les services d'une compagnie d'assurance ; dans les épisodes où il apparaît, Jessica Fletcher est rarement présente.

### Invités
De nombreux autres acteurs (classés par ordre alphabétique) ont figuré au générique de la série, parmi lesquels :
- Marc Alaimo
- Melissa Sue Anderson (saison 1,épisode 4)
- René Auberjonois
- Barbara Babcock
- G. W. Bailey (saison 3, épisode 22, "Meurtre en seize pistes", 1987) : Lt Faraday et (saison 12, épisode 4, "Vaudou connection", 1995) : Lt Alex Thibideaux
- Barbara Bain
- Bonnie Bartlett (saison 6, épisode 2, "Le secret de la confession") : Marilyn North
- Brian Lee Green (VF : Nicolas Brémont) (saison 2, épisode 15, Cocktail explosif) : Matthew Burns
- Patrick Bauchau
- Robert Beltran
- Dirk Benedict : (saison 12, épisode 8)
- Marisa Berenson (saison 8, épisode 11, "Danse diabolique", 1992) : Claudia Cameron
- Richard Beymer
- Karen Black
- Thom Bierdz
- Linda Blair
- Ernest Borgnine
- Jonathan Brandis
- Michael Brandon (saison 10, épisode 8) : Alex Weaver
- Tom Bray (Saison 3, épisode 11 : "La nuit du cavalier sans tête") dans le rôle de Dorian BEECHER.
- Dean Butler (saison 6, épisode 15, "La surenchère")
- Shaun Cassidy
- Patrick Cassidy, frère cadet du précédent.
- Jim Caviezel (saison 11 épisode 16 , "Le film inachevé" , 1995
- Cyd Charisse (saison 2, épisode 1, "Meurtre au paradis")
- Lois Chiles
- Claudia Christian
- Kristen Cloke
- George Clooney (saison 3, épisode 18)
- James Coburn (saison 8, épisode 19)
- Chuck Connors (saison 2, épisode 2 et saison 5, épisode 5)
- Mike Connors (saison 12, épisode 6)
- William Conrad
- Courteney Cox (saison 3, épisodes 1 et 2)
- Ronny Cox (saison 3, épisodes 1 et 2)
- Bryan Cranston : Brian East / Jerry Wilber / Parker Foreman (3 épisodes - saison 2, épisode 20 : Mort sur le court / saison 6, épisode 12 : Goodbye Charlie / saison 12, épisode 17 : Mauvaise Ambiance)
- Richard Crenna (Téléfilm "le pacte de l'écrivain", 2000) : Brent
- Marcia Cross (saison 8, épisode 16, "Meurtre en série")
- Raymond Cruz (saison 9, épisode 12) : Jose 'Joseph' Galvan
- Robin Curtis
- Daniel Dae Kim : Téléfilm N°4 (Le pacte de l'écrivain)
- John D'Aquino
- Laraine Day
- John de Lancie
- Donnelly Rhodes
- Brad Dourif (saison 5, épisode 13, "Diables et magie noire") : Dr Overman
- Leslie Easterbrook (saison 5, épisode 1, "erreur d'impression") : Glenda Morrison
- Herbert Edelman : Lieutenant Artie Gelber (rôle récurrent)
- Mel Ferrer (saison 2, épisode 1, "Meurtre au paradis")
- Steve Forrest
- Andy Garcia (saison 1, épisode 1) : un voyou
- Spencer Garrett
- Elliott Gould (saison 6, épisode 4, "Victime ou assassin?") : Le lieutenant Hanna
- Stewart Granger (saison 1, épisode 15, "Dessine-moi un assassin" ) : Diego Santana
- Karen Grassle (saison 4, épisode 13, "la nuit de la comète")
- Peter Graves  (saison 1, épisode 7, "Lovers and others Killers") : Dr Edmund Gerard
- Harry Guardino
- Charles Hallahan (saison 11, épisode 5)
- Neil Patrick Harris (saison 9, épisode 19)
- Tippi Hedren
- Grant Heslov (saison 6, épisode 10, "Échec et mat")
- John Hillerman : Jonathan Higgins dans le cadre d'un cross over avec Magnum ainsi que dans la saison 8, épisode 22
- Laurie Holden (saison 12, épisode 22, "Le secret qui tue")
- Jennifer Holmes
- Željko Ivanek (saison 11, épisode 22)
- Graham Jarvis
- Stanley Kamel (saison 7, épisode 5, "Bijoux de famille")
- Andreas Katsulas
- Wayne Knight
- Judy Landers (Saison 3, épisode 11 : "La nuit du cavalier sans tête") dans le rôle de Bobbie la serveuse.
- Andy Lauer
- Geoffrey Lewis
- Patrick Macnee (saison 2, épisode 5 et saison 9, épisode 5)
- Julianna Margulies (saison 10, épisode 9)
- David McCallum épisode Un regrettable malentendu (Deadly Misunderstanding) (7-2) : Drew Garrison
- Roddy McDowall (saison 5, épisode 13, Diables et magie noire) : Gordon Fairchild
- Patrick McGoohan (saison 4, épisode 3, Témoin de la défense) : Oliver Quayle
- Patricia McPherson
- Hayley Mills
- Heather Mitchell
- Belinda Montgomery (saison 1, épisode 14: La Croisière tragique (My Johnny Lies Over the Ocean) : Pamela Crane, nièce de Jessica Fletcher
- Pat Morita : (saison 12, épisode 10)
- Greg Morris
- Kathryn Morris : Téléfilm N°4 (Le pacte de l'écrivain)
- Phil Morris (saison 10, épisode 5)
- Don Most
- Kate Mulgrew 3 fois
- Edward Mulhare 2 fois
- Charles Napier (Saison 3, épisodes 1 et 2 : "Meurtre sous chapiteau" 1 et 2) : Hank Sutter
- Christopher Neame : Peter Jatich / Dr John Sullivan
- Leslie Nielsen (saison 1, épisode 14, "La croisière tragique" : Captain Daniels) et (saison 3, épisode 6, "L'or des morts" : David Everett)
- Miles O'Keeffe
- Miki Oikawa
- Jerry Orbach ; Harry MacGraw
- Adrian Paul (saison 8, épisode 11, "Danse diabolique", 1992) : Hale
- Andrea Parker (1996)
- Michael Paré
- Jean Peters (saison 05 épisode 6, "Les bijoux de la couronne", 1988) : Siobhan O'Dea
- Perrey Reeves (saison 11, épisode 6, "Canal meurtre")
- Andrew Robinson
- Cesar Romero
- Mickey Rooney (saison 10, épisode 6)
- Cristine Rose (saison 5, épisode 14) : Miss Hayes
- Dick Sargent (saison 3, épisode 17)
- Raymond St. Jacques
- John Saxon (saison 4, épisode 17, "l'élixir de courte vie") : Marco Gambini, (saison 10, épisode 8)
- Tom Selleck : (saison 3 épisode 8, "À chacun sa méthode") Thomas Magnum dans le cadre d'un partage (i.e: cross over ) avec le héros de la série Magnum.
- Jean Simmons : (saison 5 épisode 21 et 22) : Eudora McVeigh Shipton
- Kevin Sorbo
- David Soul (saison 9, épisode 16) : Jordan Barnette
- Robert Stack
- Parker Stevenson
- Nick Tate
- Roy Thinnes (saison 7, épisode 15, "Contrôle fiscal")
- Kevin Tighe
- Ellen Travolta
- Robert Vaughn
- Reginald VelJohnson
- Nana Visitor
- Eli Wallach (saison 4, épisode 17, "l'élixir de courte vie") : Salvatori Gambini
- Max Wright
- Tom Wopat
- George Wyner
- Billy Zane (saison 4, épisode 17, "l'élixir de courte vie") : Tony Gambini

## Série dérivée
Le succès d'Arabesque a permis la mise en chantier de la série dérivée La Loi du privé (The Law & Harry McGraw), basée sur le personnage d'Harry McGraw incarné par Jerry Orbach. Diffusée sur CBS durant la saison 1987 / 1988, elle n'a pas eu la pérennité de sa sœur aînée et s'est arrêtée après 16 épisodes. La série a été diffusée en France dans le cadre de l'émission La Une est à vous présentée par Bernard Montiel.

## Diffusion internationale
Tableau de diffusion internationale de la série Arabesque
| Pays de diffusion | Chaîne de diffusion         |
| ----------------- | --------------------------- |
| Australie         | Network Ten                 |
| Belgique          | La une, Club RTL            |
| Brésil            | Universal Channel           |
| Bulgarie          | Fox crime                   |
| Canada            | TQS, Prise 2                |
| Chili             | Canal 13                    |
| États-Unis        | CBS                         |
| Finlande          | Yle TV1                     |
| France            | la 5, TF1, TMC et TV Breizh |
| Suisse            | TSR1                        |
| Italie            | Rai 1, Rai 2, Rete 4        |

## Distinctions

### Golden Globes
| Année | Nomination                                  | Récompense |
| ----- | ------------------------------------------- | ---------- |
| 1985  | Meilleure série dramatique                  | x          |
| 1985  | Meilleure actrice dans une série dramatique | x          |
| 1986  | Meilleure série dramatique                  | x          |
| 1986  | Meilleure actrice dans une série dramatique |            |
| 1987  | Meilleure série dramatique                  |            |
| 1987  | Meilleure actrice dans une série dramatique | x          |
| 1988  | Meilleure série dramatique                  |            |
| 1988  | Meilleure actrice dans une série dramatique |            |
| 1989  | Meilleure série dramatique                  |            |
| 1989  | Meilleure actrice dans une série dramatique |            |
| 1990  | Meilleure série dramatique                  |            |
| 1990  | Meilleure actrice dans une série dramatique | x          |
| 1991  | Meilleure actrice dans une série dramatique |            |
| 1992  | Meilleure actrice dans une série dramatique | x          |
| 1993  | Meilleure actrice dans une série dramatique |            |
| 1995  | Meilleure actrice dans une série dramatique |            |

## Commentaires
Les auteurs de la série ont créé le personnage de Jessica Fletcher en se référant à l'univers d'Agatha Christie et, en particulier, à son héroïne, Miss Marple.
Angela Lansbury n’était pas le premier choix pour incarner Jessica Fletcher. Jean Stapleton (All in the Family) et Doris Day (Doris comédie) ont décliné l’offre avant elle.
Le titre original anglais de la série, Murder, She Wrote est une référence simultanée :
- au titre britannique et américain – Murder, She Said – du film britannique Le Train de 16 h 50, sorti en 1961 ;
- au titre américain – Murder, She Said – de la réédition par Simon & Schuster, en 1963, au format de poche, du roman d'Agatha Christie, Le Train de 16 h 50, mettant en scène le personnage de Miss Marple. Ce roman avait été initialement publié, au Royaume-Uni, sous le titre 4.50 from Paddington (titre resté inchangé) et, aux États-Unis, sous le titre What Mrs. Gillicudy Saw (titre réapparu dans des rééditions postérieures à 1963).

Il y a eu un crossover avec la série Magnum au cours de la saison 3.
Les épisodes d’Arabesque ont quasiment tous la même structure. Au départ, un crime est commis. Plusieurs suspects sont possibles. L’héroïne soupçonne alternativement plusieurs d’entre eux, les uns à la suite des autres. Puis vient le moment où la police arrête l’un des accusés, souvent le mauvais. Jessica Fletcher remonte alors la piste pour prouver son innocence. Vient le moment où elle découvre la vérité. Elle raconte et revient sur les faits. Le meurtrier est mis sous les verrous. Des épisodes ne répondent toutefois pas à cette mécanique bien huilée. Quelquefois, l’héroïne n’en est pas la vedette. Elle n’introduit que l’histoire, laissant le plus souvent sa place d’enquêtrice à Dennis Stanton (Keith Michell). Ces épisodes sont apparus à partir de la saison 6.
Dans un épisode (saison 4, épisode 6 : Un don héréditaire), Angela joue le rôle d'Emma, la cousine de Jessica, une vieille artiste de cabaret menacée de mort. Elle interprète la chanson de Sybil, le rôle qu'elle tenait à ses débuts dans Le Portrait de Dorian Gray en 1945.

## Produits dérivés

### Romans
Les romans sont rédigés par Donald Bain, avec un clin d'œil à Jessica B. Fletcher (son nom apparaît comme co-auteur sur les couvertures) et ont été édités par les Éditions Carnot.
1. Coup de sang à Manhattan (Manhattans and murder) / trad. de l'américain par Pierre Vexliard ; [d'après la série créée par Peter S. Fischer, Richard Levinson et William Link]. Chatou : Carnot, 06/2004, 254 p.  (ISBN 2-84855-075-9)
2. Ti'punch sanglant (Rum and razors) / trad. de l'américain par Pierre Vexliard ; [d'après la série créée par Peter S. Fischer, Richard Levinson et William Link]. Chatou : Carnot, 06/2004 , 271 p.  (ISBN 2-84855-076-7)
3. Chambre avec vue, petit meurtre compris, 15 mars 2005  (ISBN 2848551070)
4. San Francisco, priez pour nous, 7 septembre 2006  (ISBN 2848551089)

Une deuxième série de romans est rédigée par Jon Land, toujours avec le même clin d'œil à Jessica Fletcher (son nom apparaît comme co-auteure principale sur les couvertures) et ont été édités par City Éditions.
1. Un temps pour le meurtre (A Time for Murder). City Éditions, 09/2021, 336 p.  (ISBN 978-2-8246-1923-1)
2. Mortel mariage. City Éditions, 11/2021, 320 p.  (ISBN 978-2-8246-1954-5)
3. Fêtes mortelles. City Éditions, 03/2022, 352 p.  (ISBN 978-2-8246-2008-4)

### DVD
La collection DVD comporte douze saisons de 22 épisodes chacune, ainsi que quatre téléfilms plus longs.
- Arabesque - L'Intégrale Saison 1 (24 octobre 2006) (ASIN B000F0H4MM) (22 épisodes dont le pilote en 6 DVD)
- Arabesque - L'Intégrale Saison 2 (22 février 2007) (ASIN B000KIX6ZI) (22 épisodes en 6 DVD)
- Arabesque - L'Intégrale Saison 3 (27 juin 2007) (ASIN B000P12MKU) (22 épisodes en 6 DVD)
- Arabesque - L'Intégrale Saison 4 (25 septembre 2007) (ASIN B000R7G87K) (22 épisodes en 6 DVD)
- Arabesque - L'Intégrale Saison 5 (22 janvier 2008) (ASIN B000ZZUWJE) (22 épisodes en 6 DVD)
- Arabesque - L'Intégrale Saison 6 (22 avril 2008) (ASIN B0013BWKY4) (22 épisodes en 6 DVD)
- Arabesque - L'Intégrale Saison 7 (26 août 2008) (ASIN B0019MQCNC) (22 épisodes en 6 DVD)
- Arabesque - L'Intégrale Saison 8 (23 octobre 2008) (ASIN B001DD0I8C) (22 épisodes en 6 DVD)
- Arabesque - L'Intégrale Saison 9 (20 janvier 2009) (ASIN B001I0N9ZO) (22 épisodes en 6 DVD)
- Arabesque - L'Intégrale Saison 10 (22 septembre 2009) (ASIN B00290FWL6) (22 épisodes en 6 DVD)
- Arabesque - L'Intégrale Saison 11 (1er décembre 2009) (ASIN B002OFG6LG) (22 épisodes en 6 DVD)
- Arabesque - L'Intégrale Saison 12 (27 juillet 2010) (ASIN B003H7SR9Y) (22 épisodes en 6 DVD)
- Arabesque - L'Intégrale des 12 saisons  (12 octobre 2010) (ASIN B003VKTODA) (264 épisodes et 4 téléfilms en 76 DVD)
- Arabesque - L'Intégrale des 4 téléfilms (25 janvier 2011) (ASIN B004754SCK) (4 téléfilms en 4 DVD)
- La Loi du privé - L'Intégrale de la série (23 juillet 2014) (ASIN B00JLUBHPW) (16 épisodes en 6 DVD)

### Jeu vidéo
Arabesque a été adapté en jeu vidéo en 2009 sur Windows et iOS.